# Katherine Batis
Katherine Karadjordjevic, princesa heredera de Serbia (nació en Atenas, Grecia, el 13 de noviembre de 1943). Es la segunda esposa del príncipe Alejandro de Serbia.

## Biografía
Es hija de Robert Batis (1916-2011) y de Anna Dosti (1922-2010). La princesa Catalina se educó en Atenas y en Lausanne, (Suiza. Estudió empresariales en la Universidad de Denver, en Colorado, Estados Unidos y posteriormente estudió en la Universidad de Dallas, en Texas. Trabajó como mujer de negocios durante unos años en los Estados Unidos.  Recibió un doctorado en Letras por la Universidad de Sheffield (Inglaterra). Su hermana se llama Betty Roumeliotis (nacida Batis).

## Matrimonios y descendencia
Primero estuvo casada con Jack Walter Andrews (1933-2013) del cual tuvo dos hijos, David y Alison. Vivieron en los Estados Unidos, en África y en Australia durante mucho tiempo, pero el matrimonio acabó divorciándose. Conoció a su actual esposo, el príncipe Alejandro de Yugoslavia en la capital de los Estados Unidos, Washington en 1984, y al cabo de un año, el 21 de septiembre de 1985 se casaron en Londres. El padrino de la boda fue el rey Constantino II de Grecia, primo de su esposo y como testigo acudió su tío, el príncipe Tomislav de Yugoslavia.
El matrimonio no tuvo hijos pero la princesa Catalina ha ayudado en el bienestar familiar y en el cuidado de los hijos de su esposo a lo largo de los años.
La princesa habla perfectamente griego, inglés, francés y serbio.  Entre sus pasiones se encuentra la música, la lectura y todo tipo de actividades relacionados con la infancia, le gusta mucho cocinar y le gusta acudir a ver funciones de teatro. 
Desde que el matrimonio junto a los tres hijos de su esposo se trasladaron a vivir a Serbia, ha estado involucrada en numerosas actividades de caridad, especialmente con la infancia y las tradiciones, colabora como patrona de innumerables organizaciones humanitarias .  Tuvo especial hincapié con ayudar a modernizar la antigua Yugoslavia dando alivio a los más necesitados entre los cuales se encuentran niños y ancianos.  Es Patrona de la Organización Humanitaria "Lifeline" con oficinas en Chicago, Nueva York, Toronto, Londres y Atenas.  Desde que se estableció en Belgrado a finales de verano del 2001 ayudó a fundar la Fundación Princesa Catalina unida a Lifelineaid con el objetivo de ayudar, continuar y aumentar las actividades humanitarias.

## Vida personal
El 20 de diciembre de 2024 anunció que padecía cáncer de páncreas.

## Títulos, tratamientos, honores y premios

### Títulos y tratamientos
- 13 Noviembre 1943 - 25 Noviembre 1962: Señorita Katherine Clairy Batis.
- 25 Noviembre 1962 – 7 de diciembre de 1984: Señora de Jack Walter Andrews.
- 7 de diciembre de 1984 - 21 de septiembre de 1985: Señora Katherine Clairy Andrews.
- 21 de septiembre de 1985 - Actualidad: Su Alteza Real la Princesa Heredera de Yugoslavia.

### Distinciones honoríficas yugoslavas
- Dama Gran Cruz de la Orden de San Sava (Casa Real de Karađorđević).[2]
- Miembro de Primera Clase de la Orden de la Estrella de Karadjordje (República de Serbia, 15/02/2024).[3]